# Saint-Sauveur-d’Émalleville
Saint-Sauveur-d’Émalleville település Franciaországban, Seine-Maritime megyében. Lakosainak száma 1203 fő (2022. január 1.). Saint-Sauveur-d’Émalleville Angerville-l’Orcher, Écrainville, Manneville-la-Goupil és Vergetot községekkel határos.

## Népesség
A település népessége az elmúlt években az alábbi módon változott:
| Lakosok száma | 1191 | 1191 | 1229 | 1214 | 1226 | 1229 | 1226 | 1226 | 1203 |
|               | 2013 | 2015 | 2016 | 2017 | 2018 | 2019 | 2020 | 2021 | 2022 |